# Bazylika Świętego Dymitra w Salonikach
Bazylika Świętego Dymitra  (gr. Ιερός Ναός Αγίου Δημητρίου) – prawosławna cerkiew (starożytny kościół) w Salonikach, w jurysdykcji metropolii Salonik Greckiego Kościoła Prawosławnego. Położona jest w centrum salonickiego Starego Miasta.
Jeden z najcenniejszych zabytków architektury wczesnego chrześcijaństwa, wpisany na Listę Światowego Dziedzictwa UNESCO razem z innymi zabytkami bizantyjskiej i wczesnochrześcijańskiej architektury Salonik w 1988.

## Historia
Bazylika została wzniesiona w V w. z inicjatywy eparchy Leoncjusza miejscu pochówku męczennika Dymitra z Tesaloniki. W latach 629–639 znaczna część budynku uległa zniszczeniu wskutek pożaru, została jednak odbudowana dzięki staraniom miejscowego biskupa Jana. W 904 świątynia została rozgrabiona podczas najazdu arabskiego na miasto. Po raz kolejny była niszczona podczas najazdu normańskiego w 1181.
Po zajęciu Salonik przez Turków świątynia została przekształcona w meczet, a nagrobek św. Dymitra został z niej usunięty. Obiektowi sakralnemu przywrócono pierwotną funkcję w 1912, gdy Saloniki po I wojnie bałkańskiej zostały przyłączone do Grecji. Pięć lat później podczas wielkiego pożaru miasta świątynia uległa niemal całkowitemu zniszczeniu, została jednak odrestaurowana w pierwotnej postaci. W 1949 została ponownie oddana do użytku liturgicznego. W latach 1946–1949 były w niej prowadzone prace wykopaliskowe.
W świątyni szczególnym kultem otaczane są relikwie św. Dymitra z Tesaloniki. Według prawosławnej tradycji od IX w. do momentu przekształcenia budynku w meczet nieustannie wydzielały one, w niewytłumaczalny sposób, wonny olej. Po 1912 zjawisko to miało powtarzać się tylko sporadycznie.

## Architektura

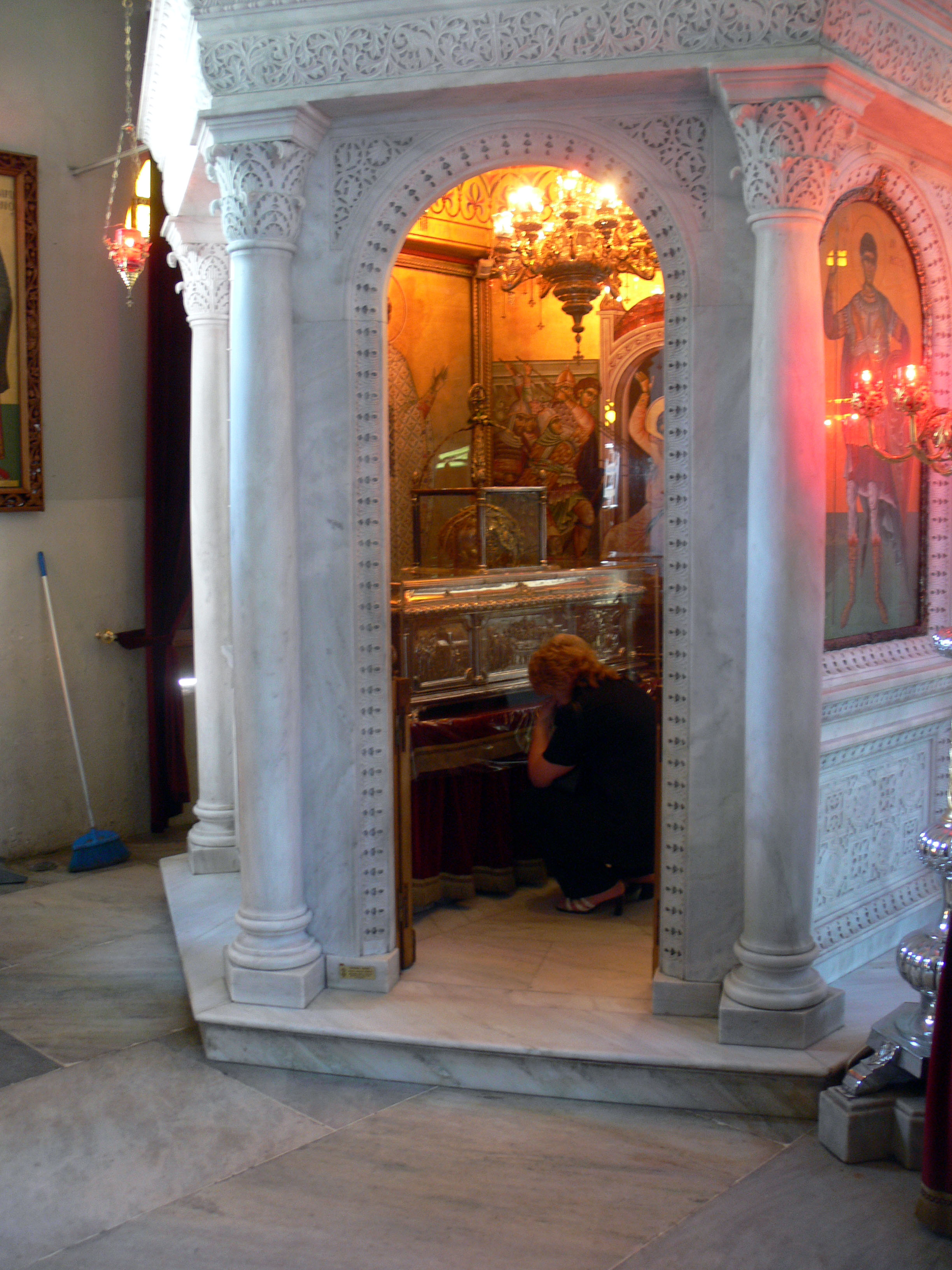
wnętrze kościoła

Świątynia jest pięcionawową bazyliką, z transeptem i przedsionkiem oraz przylegającą od południowego wschodu kaplicą św. Eutymiusza. Taką formę przybrała po odbudowie w VII w., gdyż pierwsza bazylika ufundowana przez Leoncjusza była mniejsza, z trzema nawami. Długość naw wynosi 43,58 m, szerokość budynku – 33 m. Główna nawa jest szersza od pozostałych.
Wskutek pożaru z 1917 w świątyni przetrwała tylko niewielka część pierwotnej dekoracji (malowideł, mozaik). Inne artefakty, które nie uległy wówczas zniszczeniu, znajdują się na wystawie w krypcie św. Dymitra położonej pod pomieszczeniem ołtarzowym i transeptem.